# Schwarzschuppiger Erd-Ritterling
Der Schwarzschuppige Erd-Ritterling oder Pfefferige Schuppen-Ritterling (Tricholoma atrosquamosum) ist ein Blätterpilz aus der Familie der Ritterlingsverwandten (Tricholomataceae). Es ist ein mittelgroßer, von oben grau und düster wirkender Pilz mit einem weißen Stiel und weißen Lamellen. Das weiße, sich nicht verfärbende Fleisch hat einen schwachen, unauffälligen Geruch und schmeckt mild und niemals scharf oder bitter. Die Fruchtkörper des recht seltenen Mykorrhizapilzes erscheinen von Juli bis November in Laub- und Nadelwäldern. Der Pilz gilt als essbar, sollte aber nur von erfahrenen Pilzsammlern gesammelt werden.

## Merkmale

### Makroskopische Merkmale
Der fest- und weiß-fleischige Hut ist (4–) 7–10 (–12) cm breit. Er ist anfangs halbkugelig, doch schon bald flach gewölbt und mitunter flach gebuckelt. Diese Form behält der Ritterling recht lange, erst spät ist der Hut unregelmäßig verbogen oder in der Mitte trichterförmig vertieft. Die anfangs fast schwarze, samtig-filzige Oberfläche reißt zunehmend auf, während sich der Hut streckt und entwickelt und zerreißt in kleine, graubraun erscheinende, faserige Schüppchen, sodass der blasse, leicht gelbliche Untergrund sichtbar wird. Der Hutrand bleibt lange einwärts gebogen und ist oft filzig gefranst.
Die stark bauchigen und relativ dicht stehenden Lamellen sind ausgebuchtet am Stiel angewachsen und können bisweilen mit einem Zähnchen daran herablaufen. Sie sind weißlich und können im Alter leicht grauen oder auch röten. Die Lamellenschneide ist schwarzflockig beziehungsweise schwarz punktiert oder seltener gleichfarbig. Vielfach sind die Schneiden mehr oder weniger gekerbt. Das Sporenpulver ist weiß.
Der zylindrische Stiel ist 5–9 cm lang und 0,8–1,5 (–2) cm breit. Die Stieloberfläche ist auffallend weiß, etwas glänzend und trägt häufig, aber nicht immer kleine, schwarze Schüppchen, die die weiße Grundfärbung jedoch nicht verdecken.  Das Basalmyzel ist weiß.
Das dicke, weißliche bis blass gelbliche oder blass graue Fleisch ist in der Hutmitte bis zu 5 mm dick. Es ist fest-fleischig und im Stiel auch faserig geflammt. Hut- und Stielfleisch sind etwas voneinander abgesetzt. Das Fleisch hat einen süßlichen, honigartigen Geruch gemischt mit leichtem Mehlgeruch. Es schmeckt mehr oder weniger mehlig und teils auch etwas bitter.

### Mikroskopische Merkmale
Die farblosen, fast kugeligen bis breit ellipsoidischen oder verlängerten Sporen sind glattwandig und messen 3,9–7,3  (–8,0)  × 2,8–4,7 µm. Der Apiculus ist deutlich entwickelt. Der Q-Wert (Quotient aus Sporenlänge und -breite) variiert zwischen 1,1 und 2,0 (im Durchschnitt 1,33–1,65).
Die keuligen, viersporigen Basidien sind 30–40 µm lang und 5,5–7,0 µm breit. Sie besitzen keine Schnallen. Die Form Tricholoma atrosquamosum fm. bisporum Bon hat zweisporige Basidien. Die Lamellenschneiden sind heterogen oder steril. Auf den Lamellenschneiden findet man in der Regel vereinzelt bis gehäuft zylindrische bis unregelmäßig keulige, oft schwärzlichbraun pigmentierte Cheilozystiden, die 25–40 × 2,5–7,5 µm messen.
Die Hutdeckschicht ist eine Cutis, die Schuppen sind hingegen trichodermal aufgebaut. Sie besteht aus dunkelbraun inkrustierten Hyphen, deren Zellen zylindrisch oder leicht bauchig sind. Schnallen kommen nicht vor. Die Subpellis ist nicht scharf von der Huttrama abgegrenzt und nur schwach ausgeprägt. Die Stipitipellis ist ebenfalls eine Cutis aus parallelen, zylindrischen und 4,0–10 µm breiten Hyphen. Auch hier findet man trichodermartige Büschel von aufgerichteten Hyphen.

## Artabgrenzung
Die Artunterscheidung in der Sektion Tricholoma sect. Atrosquamosa ist bisweilen schwierig. Alle Arten riechen mehlig gemischt mit süßlichen oder pfeffrigen Komponenten, alle können in den Lamellen röten, auch blaue Flecken in der Stielbasis, die bisweilen zur Arttrennung verwendet wurden, können bei mehreren Arten auftreten. Am einfachsten lässt sich der Rötende Erdritterling (Tricholoma orirubens) unterscheiden, da diese Art als einzige der Sektion ein gelbes bis gelbgrünes Basalmyzel aufweist, während die anderen Arten, so auch der Schwarzschuppige Erdritterling, ein weißes Basalmyzel hat. Tricholoma basirubens hat eine deutlich stärker rötende Stielbasis und ist auch von oben anhand der Hutschuppung unterscheidbar: der Hutrand ist fast glatt, die Schuppen auf dem Hut relativ flach und bräunlich und Teilbereiche des Hutes sind nur filzig, schuppenfrei. während Tricholoma atrosquamosum auf dem gesamten Hut fein schwarzschuppig ist. Tricholoma squarrulosum lässt sich am besten anhand dessen grauer Stielgrundfarbe unterscheiden. Der Stiel zeigt auf hellgrauem Grund dunkler graue Fasern bis dunkelgraue Schüppchen, ist aber nicht als Grundfarbe weiß.
Der Gilbende Erdritterling (Tricholoma argyraceum) unterscheidet sich durch gilbende Lamellen und Fleisch und reinen Mehlgeruch. Ein weiterer grauhütiger Ritterling ist der giftige Tiger-Ritterling (Tricholoma pardinum). Er ist meist viel größer und kräftiger. Sein Hut ist 10–20 cm breit und er hat viel gröbere, abgerundete bis trapezförmige Schuppen. Seine Lamellen haben bisweilen einen blaugrünen Schimmer und ältere Fruchtkörper riechen unangenehm spermatisch.

## Ökologie und Verbreitung

Europäische Länder mit Fundnachweisen des Schwarzschuppigen Erdritterlings.
Legende:
Länder mit Fundmeldungen
Länder ohne Nachweise
keine Daten
außereuropäische Länder

Der Schwarzschuppige Erd-Ritterling wurde in Asien (Japan) und Europa nachgewiesen. Obwohl er in Europa weit verbreitet ist, ist er insgesamt recht selten. Nur in wenigen Regionen kann er etwas häufiger auftreten. In Skandinavien reicht sein Verbreitungsgebiet bis zum 65. Breitengrad. Erstaunlicherweise wurde er auch in Grönland nachgewiesen. In Südosteuropa ist der Ritterling möglicherweise häufiger als in West- und Mitteleuropa. In Griechenland soll er in Eichenwäldern (und Nadelwäldern) ziemlich häufig sein und auch in Bulgarien ist er weit verbreitet. In der Schweiz ist er besonders im Jura, aber auch im Mittelland und der Alpennordflanke verbreitet, während er in den Zentralalpen ziemlich selten ist. Der höchstgelegene Fundort liegt auf 2140 m über Meereshöhe.  Auch in Österreich ist er in Kalkgebieten und auf neutralen Böden wesentlich häufiger als auf Silikatgestein. Sehr selten ist er in Tirol, wo es seit 1990 keinen Nachweis mehr gibt. Im oberen Lechtal (Lechquellengebirge) wurde er noch oberhalb von 1600 m gefunden.
Der Ritterling kommt besonders in verschiedenen Laub- und Nadelwäldern auf kalkhaltigen oder basischen Lehm- oder Sandböden vor. Dabei findet man ihn im Gebirge häufiger als im Flachland. Der Mykorrhizapilz ist wohl meist mit Rotbuchen, seltener mit Eichen oder Fichten vergesellschaftet. Die Fruchtkörper erscheinen einzeln oder in kleinen Gruppen von August bis Ende September.

## Systematik
Der Pilz wurde erstmals 1837 von François Fulgis Chevallier unter dem wissenschaftlichen Namen Agaricus atrosquamosum beschrieben, bevor ihn Pier Andrea Saccardo 1887 als Tricholoma atrosquamosum in die Gattung Tricholoma stellte, sodass er sein heute gültiges Binomen bekam. Das Artepitheton setzt sich zusammen aus den lateinischen Adjektiven atro (von ater = schwarz) und squamosum (von squamosus = schuppig).
Mit Tricholoma squarrulosum existiert eine sehr ähnliche Art, die in der Vergangenheit irrtümlich als Synonym von Tricholoma atrosquamosum angesehen wurde, teils als dessen Varietät. So beziehen sich einige frühere Beschreibungen von Tricholoma atrosquamosum auf das Taxon, welches aktuell als Tricholoma squarrulosum bezeichnet wird. Diese frühere Fehlinterpretation ging davon aus, dass die Stielgrundfarbe von Tricholoma atrosquamosum grau und nicht weiß sei. Tricholoma squarrulosum wurde dem folgend nur als eine besonders schuppige, kleinere Ausprägung angesehen und als innerhalb der Variationsbreite liegend eingestuft. In Bezug auf das graustielige Taxon hat sich diese Sicht bestätigt, nur sind all diese Ausprägungen Tricholoma squarrulosum zuzuordnen, während Tricholoma atrosquamosum im Originalsinn ein davon abtrennbares, weißstieliges Taxon ist. Diese Gewichtung des Merkmals der Stielfarbe erfolgte, da dies mit den molekulargenetischen Gefunden korreliert, denn anhand der ITS-Region der DNA kann man genau diese beiden Taxa klar trennen: Tricholoma squarrulosum mit grauem Stiel und Tricholoma atrosquamosum mit weißem Stiel. Beschreibungen von Tricholoma atrosquamosum in älterer Literatur und populärwissenschaftlichen Werken sind daher nur eingeschränkt verwendbar, da sie sich meist entweder aus Tricholoma squarrulosum im heutigen Sinn beziehen oder auf eine Mischung der beiden Arten.
Ohne molekulargenetische Überprüfung der Typuskollektionen sind weitere Beschreibungen von dunkelschuppigen, grauen Ritterlingen wie z. B. das von Giacomo Bresadola beschriebene Taxon Tricholoma nigromarginatum nur schwer zu interpretieren.

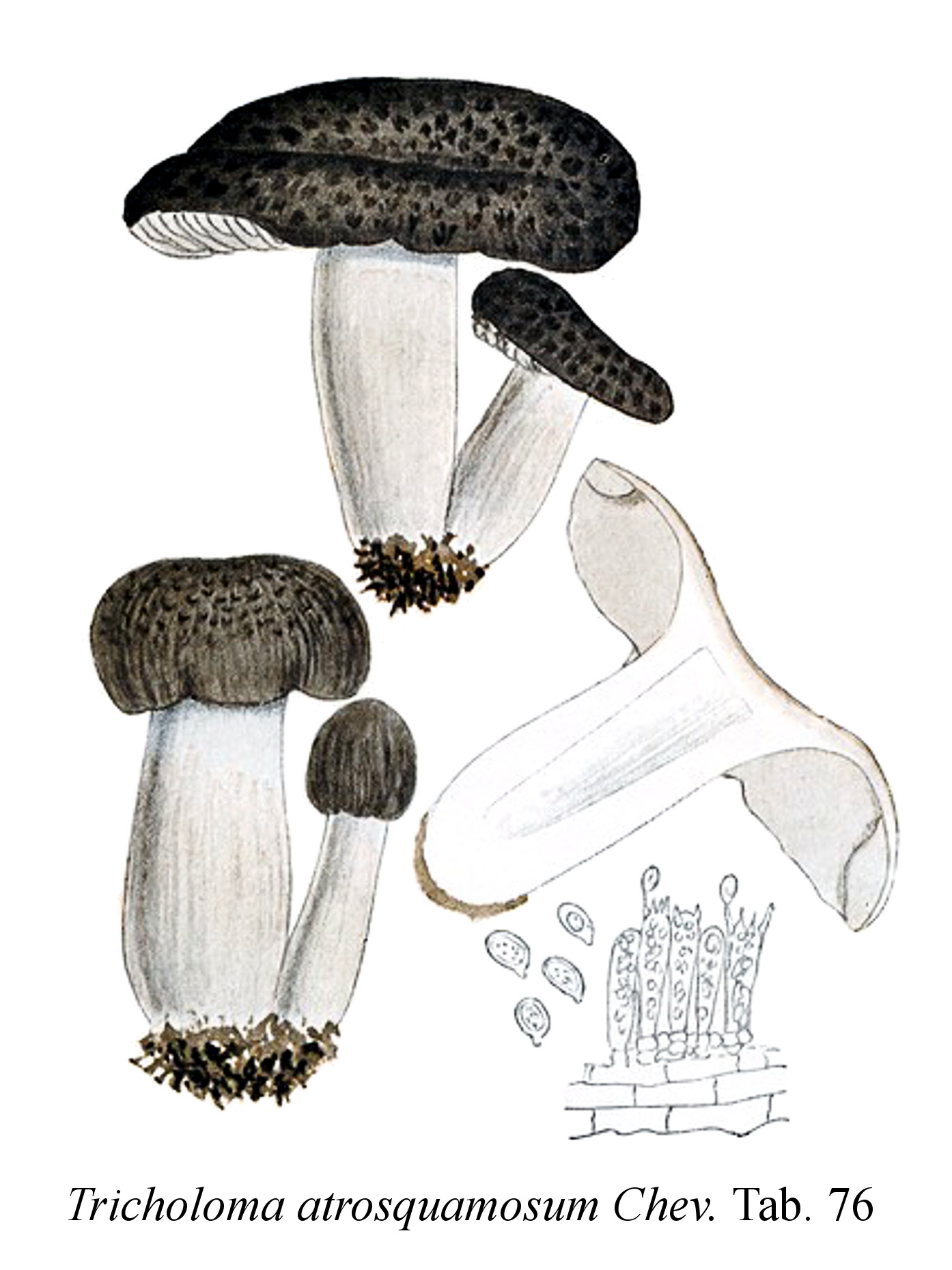
Tricholoma atrosquamosum (G. Bresadola: Iconographia Mycologica Vol.2, Tab. 76)
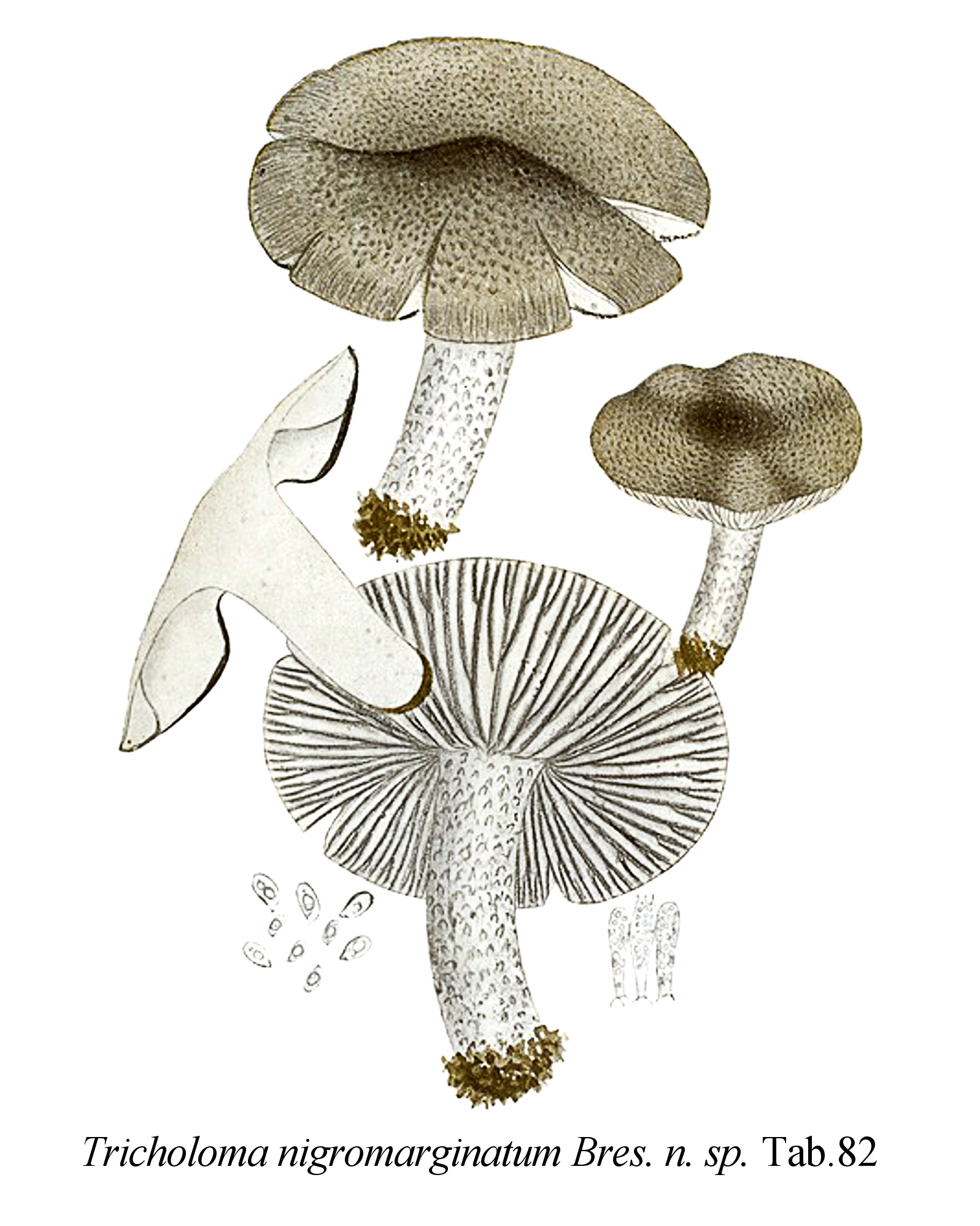
Bresadolas Tricholoma nigromarginatum („Icon-Mycol. Vol.2“, Tab. 82)
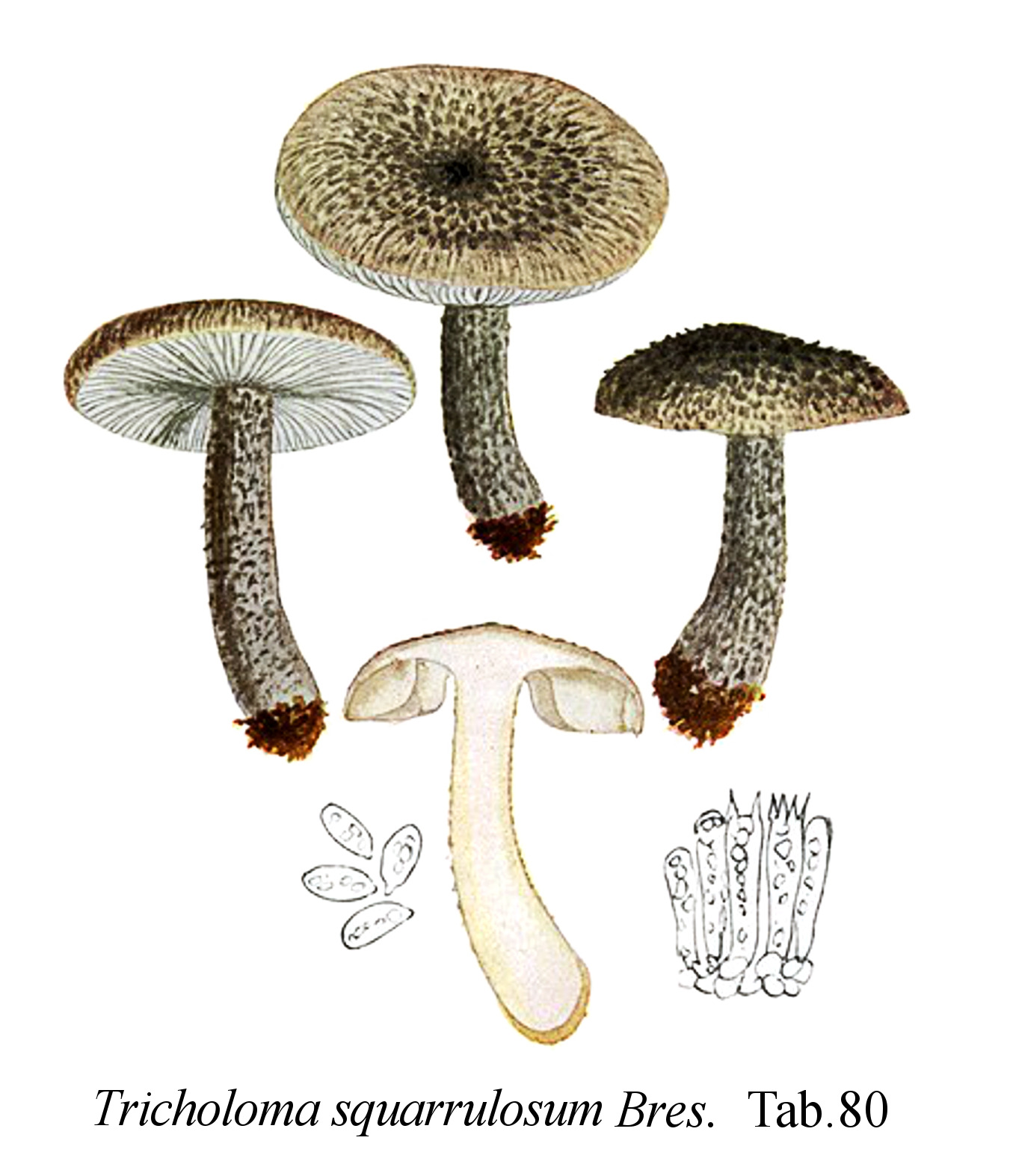
Bresadolas Tricholoma squarrulosum mit auffallend dunklem, grauen Stiel

Der Schwarzschuppige Erd-Ritterling wird die Sektion Tricholoma sect. Atrosquamosa gestellt. Die Vertreter der Sektion zeichnen sich durch graue oder grau-schwarze Hüte und eine wollig-filzige bis schuppige Oberfläche, Geruch nach Mehl gemischt mit süßlich-aromatischer oder pfeffriger Komponente und mild bis schwach bitter schmeckendes Fleisch aus, Schnallen kommen nicht vor.

## Speisewert
Der Schwarzschuppige Erd-Ritterling soll zwar essbar sein, da die grauhütigen Ritterlinge aber leicht mit giftigen Arten wie dem Tiger-Ritterling verwechselt werden können, wird vom Sammeln dieser Pilze abgeraten.